# Beverstedt
Beverstedt – gmina samodzielna (niem. Einheitsgemeinde) w Niemczech, w kraju związkowym Dolna Saksonia, w powiecie Cuxhaven. Do dnia 31 października 2011 gmina była miasteczkiem (niem. Flecken), które połączyło się dnia 1 listopada 2011 z gminą zbiorową Beverstedt. Gminy należące do gminy zbiorowej stały się automatycznie dzielnicami gminy samodzielnej.

## Dzielnice
W skład gminy wchodzi osiem dzielnic:
1. Appeln
2. Bokel
3. Frelsdorf
4. Heerstedt
5. Hollen
6. Kirchwistedt
7. Lunestedt
8. Stubben